# Вјеска (Дунајска Стреда)
Вјеска (слч. Vieska, мађ. Kisfalud) насељено је мјесто са административним статусом сеоске општине (слч. obec) у округу Дунајска Стреда, у Трнавском крају, Словачка Република.

## Становништво
| Година:    | 1994. | 2004.   | 2014.   | 2024.   |
| ---------- | ----- | ------- | ------- | ------- |
| Број људи: | 455   | 440     | 425     | 423     |
| Разлика:   |       | -3,29 % | -3,40 % | -0,47 % |

| Година:    | 2023. | 2024.   |
| ---------- | ----- | ------- |
| Број људи: | 423   | 423     |
| Разлика:   |       | -1,42 % |

Према подацима о броју становника из 2011. године насеље је имало 426 становника.